# Кульстан
Кульста́н (каз. Күлстан) — село в Бурабайском районе Акмолинской области Казахстана. Входит в состав Урумкайского сельского округа. Код КАТО — 117061500.

## География
Село расположено в южной части района, на расстоянии примерно 33 километров (по прямой) к юго-западу от административного центра района — города Щучинск, в 5 километрах к юго-западу от административного центра сельского округа — села Урумкай.
Абсолютная высота — 415 метров над уровнем моря.
Ближайшие населённые пункты: село Успеноюрьевка — на западе, село Урумкай — на северо-востоке, село Ынталы — на юго-востоке.

## Население
В 1989 году население села составляло 203 человек (из них немцы — 62%, казахи — 29%).
В 1999 году население села составляло 167 человек (86 мужчин и 81 женщина). По данным переписи 2009 года, в селе проживали 104 человека (52 мужчины и 52 женщины).
| Численность населения | Численность населения | Численность населения |
| 1989                  | 1999                  | 2009                  |
| --------------------- | --------------------- | --------------------- |
| 203                   | ↘167                  | ↘104                  |

## Улицы
- ул. Центральная[6]